# Endoculturación

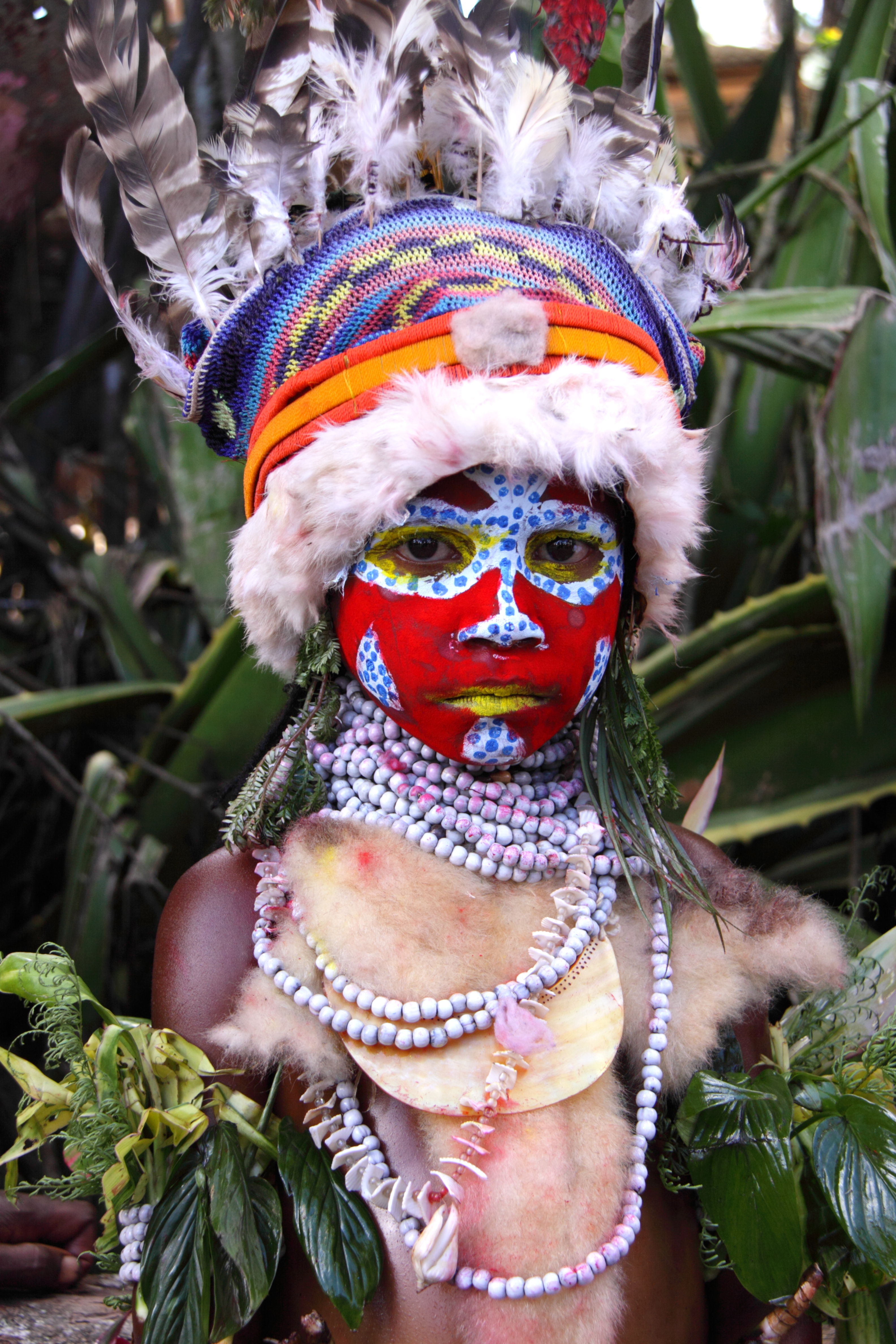
Espect̟áculo cultural Mount Hagen, Papúa Nueva Guinea.

La endoculturación (<< en griego: ἐνδο [endo], ‘dentro’ + en latín: cultūra, ‘cuidado’ + en castellano: ción, ‘acción’?) o enculturación, es una experiencia de aprendizaje parcialmente consciente y parcialmente inconsciente, a través de la cual la generación de más edad incita, induce y obliga a la generación más joven a adoptar los modos de pensar y de comportarse tradicionales. Cada generación es educada no sólo para replicar la conducta de la generación anterior, sino también para premiar la conducta que se adecue a las pautas de su propia experiencia de endoculturación y castigar, o al menos no premiar, la conducta que se desvía de éstas.
Algunos autores matizan el papel de la generación adulta en el proceso de endoculturación, y señalan que otros niños y jóvenes un poco mayores que el niño en cuestión ejercen una poderosa influencia cultural. Eso explicaría la existencia de saltos generacionales, y que los jóvenes tiendan a tener usos lingüísticos más cercanos a otros jóvenes que sus propios padres. Se ha señalado que las diferencias generacionales en la adquisición del lenguaje es lo que se esconde tras el cambio lingüístico gradual, más que la evolución del uso de la lengua a lo largo de la vida del individuo.
En el proceso de apropiación cultural el receptor de la cultura (sujeto) recibe esas pautas y las decodifica. Por lo tanto, la cultura recibida puede ser modificada. La modificación de esas pautas puede relacionarse con el abismo generacional y factores socioeconómicos y políticos coyunturales.

## Proceso de socialización y endoculturación
El proceso de adquirir cultura y que se reproduzca a través de las nuevas generaciones permite la adquisición de reglas, normas y formas de comportamiento que deben seguir los individuos de cada sociedad. Estas formas de actuar, sentir y ver el mundo se van adquiriendo desde el momento mismo de nacimiento. En cada período del desarrollo humano se aprende más sobre el mundo que nos rodea. La socialización forma parte fundamental de este proceso. Después de convivir con los padres y la familia, vienen otros referentes como la escuela, los vecinos, los medios masivos de comunicación y diferentes instituciones, entre otras, que implican una serie de relaciones que van haciendo a los niños y niñas seres sociables. Según Krotz, la endoculturación lleva al niño a la introducción del conocimiento cultural del grupo al cual pertenece, e implica desde el aprendizaje de normas de conducta hasta la adquisición de la cosmovisión vigente en la sociedad en cuestión. Tanto la enculturación como la socialización son procesos que sirven para explicar la transmisión de los patrones culturales.

## Apropiación cultural y cambios generacionales
La asimilación y la convivencia con gente de mayor edad influye para que los niños tengan su propio criterio y nuevas formas de pensar en cuanto a la vida y lo que desean, pero la interacción con sus pares les permite interactuar con lo que han adquirido. Además, incorporan aspectos culturales de sus semejantes y no sólo de sus padres, lo cual es de suma importancia porque les permite resignificar su propio conocimiento o adquirir uno nuevo. Cuando los niños resignifican y cambian patrones que han adquirido dentro de su contexto familiar o tutelar con sus pares van produciendo nuevas representaciones, las cuales no son entendidas por los adultos de manera suficiente debido al cambio generacional. De este modo los infantes van extendiendo un nuevo conocimiento, el cual involucrará una nueva generación que va a explicar y entender el mundo de forma diferente a la establecida. Para Hassoun, lo propio de la transmisión cultural es que ofrece a la vez una herencia y la habilitación para transformarla, para resignificarla y de este modo, introducir las variaciones que permitan reconocer en lo que se ha recibido como herencia, no un depósito sagrado e inalienable, sino una melodía que le es propia.

## Transmisión cultural y formación de la personalidad
Margaret Mead orientó sus investigaciones hacia el modo en que los sujetos reciben su cultura y las consecuencias sobre la formación de la personalidad, analizando diferentes modelos de educación para comprender el fenómeno de inscripción de la cultura y explicar los aspectos dominantes de la personalidad. Su investigación más significativa en este campo es la llevada a cabo en Oceanía, en tres sociedades de Nueva Guinea: los Arapesh, los Mundugomor y los Chambuli. Analiza los diferentes modelos de educación en estas sociedades y muestra que las pretendidas personalidades masculina y femenina que se consideran universales (porque se piensa que pertenecen al orden biológico), no existen tal como nos las imaginamos en todas las sociedades. A partir del análisis de las comunidades antes descritas, Margaret Mead sostiene que los rasgos de carácter que nosotros calificamos como masculinos o femeninos, están determinados por el sexo de una manera tan superficial como son superficiales la vestimenta, las maneras y el peinado que una época asigna a uno u otro sexo. De este modo, plantea que la personalidad individual no se explicaría por características biológicas, sino por el modelo cultural particular de una sociedad dada que determina la educación de los niños.